# 大津町立菊阿中学校
大津町立菊阿中学校（おおづちょうりつ きくあちゅうがっこう）は、熊本県菊池郡大津町にあった公立中学校。

## 沿革
- 1947年 - 錦野村立錦野中学校、瀬田村立瀬田中学校開校
- 1952年 - 錦野中と瀬田中が統合し組合立菊阿中学校となる
- 1956年 - 町村合併に伴い、大津町立菊阿中学校と改称
- 2005年11月20日-最後の菊阿祭(文化祭)実施[1]
- 2006年3月26日-菊阿中学校閉校記念式典実施[2]
- 2006年4月1日 - 大津中学校へ統合[3]
- 2008年-菊阿中学校跡地の体育館以外を売却[4]

## 学区
- 大津町立大津東小学校

## 交通
- JR豊肥本線瀬田駅下車徒歩6分
- 産交バス大津営業所徒歩27分